# ماتسوکاوا، ناگانو (کیتاآزومی)
ماتسوکاوا، ناگانو (کیتاآزومی) (به لاتین: Matsukawa, Nagano (Kitaazumi)) یک منطقهٔ مسکونی در ژاپن است که در Kitaazumi District واقع شده‌است. ماتسوکاوا ۴۷٫۰۷ کیلومترمربع مساحت و ۹٬۸۰۰ نفر جمعیت دارد.